# BattleTech: The Crescent Hawks’ Revenge
BattleTech: The Crescent Hawks’ Revenge ist ein Strategiespiel des amerikanischen Entwicklerstudios Westwood Associates. Wie sein Vorgänger BattleTech: The Crescent Hawk’s Inception handelt es sich um ein Lizenzspiel zur Tabletop-Spielewelt BattleTech von FASA. Das Spiel erschien 1990 für MS-DOS im Vertrieb von Infocom. Es ist ein Vorläufer des Genres der Echtzeit-Strategie, das 1992 mit Westwoods Dune II – Kampf um Arrakis seine bis heute gültige Form fand.

## Handlung
Die Handlung knüpft an den Vorgänger The Crescent Hawk’s Inception an und spielt während der Nachfolgekriege (Succession Wars) im Jahr 3029. Jason Youngblood und seine Elitekämpfer der Crescent Hawks befinden sich auf dem Weg zur Heimatbasis der Söldnertruppe Kell Hounds. Doch ihr Schiff wird abgeschossen und zu einer Bruchlandung gezwungen. Zunächst müssen die Crescent Hawks ihr Landungsschiff verteidigen, bevor sie die Aggressoren des verfeindeten Kurita-Dynastie Schritt für Schritt zurückdrängen. Dabei können sie auch Jasons verschollenen Vater befreien, der sich in der Gefangenschaft der Kuritas befand.
Das Spiel macht anschließend einen Zeitsprung in die Periode der Claninvasion. Gemeinsam mit den Kell Hounds und auch den Kuritas schlagen die Crescent Hawks die Invasionstruppen der Clans zurück und bewahren die Hauptstadt der Kuritas vor der Eroberung.

## Spielprinzip
In The Crescent Hawks’ Revenge verschob sich das Spielprinzip im Vergleich zum Vorgänger deutlich in Richtung Echtzeit-Strategiespiel. Aus der Vogelperspektive steuert man seine Kampfmechs in Echtzeit über die Karte, wobei die Ablaufgeschwindigkeit in acht Stufen nach eigenen Vorstellungen reguliert werden kann. Der Spieler beginnt mit einem steuerbaren Mech. Später erhöht sich die Anzahl auf vier Mechs, die der Spieler individuell steuern kann, und zwei weitere sogenannte Lances, d. h. Gruppen von Mechs, die als Trupp kommandiert werden.
Den Mechs werden mit Tastatur oder Maus über ein Befehlsmenü Anweisungen gegeben, zum Beispiel die Bewegungsrichtung oder das Tempo. Anschließend führen die Mechs ihre Befehle autonom aus, bis sie anderweitige Anweisungen erhalten. Es gibt unterschiedliche Missionsziele, darunter Verteidigungs- und Eskortmissionen oder Jagdaufträge. In einigen Fällen sind unterschiedliche Missionsausgänge möglich, einige davon können Einfluss auf spätere Missionen haben.

## Entwicklung
Das Spiel stammt aus der Übergangsphase der Diskettenformate und wurde sowohl auf 5,25"- als auch 3,5"-Diskette ausgeliefert.

## Rezeption
“This game is good but is not the same as the first BattleTech game. Players wanting a role-playing game might be disappointed, but war gamers will thoroughly enjoy the variety of 'Mechs and vehicles available as well as the needed strategies for combat success. Infocom has produced a highly enjoyable strategic war game that happens to possess a great story line as well.”

„Das Spiel ist gut aber nicht dasselbe wie das erste BattleTech-Spiel. Spieler, die ein Rollenspiel wollen, werden enttäuscht sein, aber Kriegspielfans werden die Vielfalt an verfügbaren Mechs und Vehikeln sowie die Notwendigkeit von Strategien für den Schlachtenerfolg gründlich genießen. Infocom hat ein sehr unterhaltsames Strategiekriegsspiel produziert, dass dazu noch eine großartige Handlung hat.“

„Irgendwie kommen die Programmierer der Computerspielversionen zur Battletech-Brettspielreihe auf keinen grünen Zweig. Eine nette Sf-Story, ein paar bunte VGA-Bilder und ein recht guter Sound machen leider noch kein gutes Spiel. Sprühte schon der erste Teil nicht gerade vor Spielwitz und Originalität, fielen gerade die Teile, die in Battletech I noch für ein wenig Vergnügen sorgten (z.B. Rollenspielelemente), bei The Crescent Hawk's Revenge leider fast komplett weg. Die auf Dauer mangels Abwechslung ziemlich öden taktischen Prügeleien sorgen trotz der verschiedenen Kampfgebiete höchstens für ein Gähnen.“

1999 wurde das Spiel vom Magazin Computer Games Strategy Plus rückblickend als ein einflussreicher Titel für das Genre der Echtzeit-Strategie gewertet.